# Gaisweiler
Gaisweiler ist eine von sieben Ortschaften der Stadt Pfullendorf im Landkreis Sigmaringen in Baden-Württemberg, Deutschland.

## Geographie

### Geographische Lage
Das kleine Dorf Gaisweiler liegt auf einer Höhe von 642 m ü. NN am Rand der Niederterrasse an der rechten Seite des Kehlbachtales, 3,5 Kilometer westlich von Pfullendorf. Gaisweiler ist ein Straßendorf an der Landesstraße 212 an dessen Ortseingang sich das Gewerbe konzentriert.

### Ausdehnung des Gebiets
Die Gesamtfläche der Altgemeinde Gaisweiler umfasst 366 Hektar (Stand: 1. Januar 1973), die der Gemarkung Gaisweiler 190 Hektar (Stand: 1838) und die der Gemarkung Tautenbronn 152 Hektar (Stand: 1939).

### Teilorte
Zur Ortschaft Gaisweiler gehören das Dorf Gaisweiler, der Weiler Tautenbronn und das Gehöft Bethlehem. Des Weiteren die Wüstung Haidach.

## Geschichte
Bis 1975 bildeten die Dörfer die selbständige Gemeinde Gaisweiler. Die Gemeinde gehörte ab 1806 zu den Hohenzollerischen Landen und war dem hohenzollerischen Oberamt Wald, später dem „alten“ Landkreis Sigmaringen zugeordnet. Zum 1. Januar 1969 wurde sie dem Landkreis Überlingen angeschlossen, kehrte aber bei der Kreisreform 1973 zum neuen Landkreis Sigmaringen zurück.
Im Zuge der Gebietsreform in Baden-Württemberg wurde die bis dahin selbständige Gemeinde Gaisweiler mit dem Dorf Gaisweiler, dem Weiler Tautenbronn und dem Gehöft Bethlehem mit Wirkung vom 1. Januar 1975 in die Stadt Pfullendorf eingemeindet.

### Gaisweiler
Erstmals genannt wurde Gaisweiler 1257. Der Ort lag ursprünglich im Linzgau, noch in späterer Zeit beanspruchte die Grafschaft Heiligenberg das Hochgericht. 1257 und 1267 erfolgte die Vergabe des Dorfes an das Kloster Wald unter Zustimmung des Lehnsherren Hugo von Montfort. Von 1806 an durch die Säkularisation des Klosters aufgrund des Reichsdeputationshauptschlusses gehörte Gaisweiler zum fürstlichen und seit 1850 als Teil der Hohenzollernschen Lande bis 1862 zum preußischen Oberamt Wald, seitdem zum Oberamt und später Kreis Sigmaringen.

### Tautenbronn
Das Ortsgebiet bildete eine hohenzollerische Exklave in Baden. Erstmals genannt wurde Tautenbronn 1420 bei der Übergabe des Dorfes von Konrad von Gammerschwang an das Kloster Wald. 1806 kam der Weiler zusammen mit Wald an Hohenzollern-Sigmaringen.

### Einwohnerentwicklung
In der Ortschaft Gaisweiler leben aktuell 121 Einwohner (Stand: Juni 2015), 74 in Gaisweiler und 47 in Tautenbronn. Gaisweiler ist damit Pfullendorfs kleinster Stadtteil.
| Stand         | Einwohner |
| ------------- | --------- |
| 1961, 6. Juni | 104       |
| 1970, 27. Mai | 106       |
| 2012          | 119       |
| 2015, Juni    | 121       |

## Religion
Kirchlich gehörte Gaisweiler bis 1818 zur römisch-katholischen Pfarrei Pfullendorf, heute zur Pfarrei Wald. Tautenbronn gehörte ebenfalls zur Pfarrei Pfullendorf, wurde aber infolge Ordinariatserlasses vom 18. Januar 1839 zur Pfarrei Wald und seit 1878 zu Pfarrei Aftholderberg (Gemeinde Herdwangen-Schönach, Ortsteil Großschönach) eingepfarrt. Evangelische Christen gehören zu Ostrach.

## Politik

### Ehemalige Bürgermeister
- Karl Bezikofer

### Ortschaftsrat
Die Ortschaft Gaisweiler hat einen eigenen Ortschaftsrat, der aus sechs ehrenamtlich tätigen Ortschaftsräten inklusive eines Ortsvorstehers als Vorsitzenden besteht. Der Ortschaftsrat wird direkt vom Volk gewählt. Die Wahlperiode dauert fünf Jahre.

### Ortsvorsteher
- 1984–2009: Helmut Kirchmann[7]
- seit 2009: Olaf-Peter Krom (Freie Wähler)[7]

## Kultur und Sehenswürdigkeiten

### Bauwerke
- Das Ehemalige Rathaus in Gaisweiler wurde vor einigen Jahren von der Stadt zum Bürgerhaus umgebaut. Hier befindet sich der Sitzungssaal des Ortschaftsrats und der Wahlraum. Im Dachgeschoss wurde ein großer Bürgersaal mit 50 Sitzplätzen und Küche eingebaut, der für private Feiern angemietet werden kann. Zudem haben hier auch die „Kehlbachfrösche“, nach der Eingliederung der Feuerwehr in die Abteilung Aach-Linz im Jahr 2007 der einzige Verein im Dorf, ihren Versammlungsraum.[6][7]
- Gaststätten: Früher gab es im Dorf Gaisweiler die „Linde“ (1982 geschlossen) und das „Café Linzgau“ (abgebrannt), in Tautenbrunn die „Tannenburg“, heute ein Wohnhaus, war als Ausflugs- und Tanzlokal für seine Waldbühne bekannt. Heute gibt es in Gaisweiler den „Jägerhof“ mit Biergarten und Vesperstube, der einige Jahre lang als Erlebnistierpark Jägerhof ein ganzjährig geöffneter Tierpark war.[6][7]

### Parks
- Am östlichen Ortsausgang befinden sich der Parkplatz und der Eingang West des Seeparks Linzgau. Daneben befindet sich die „Abenteuer-Golfanlage“, sie zählte in der Saison 2014 32.500 Besucher, die benachbarte „Fußball-Golfanlage“ 21.500 Besucher.[7]

## Wirtschaft und Infrastruktur
In der Ortschaft gibt es aktuell fünf Gewerbebetriebe (Stand: August 2012): Auf Gaisweiler Gemarkung drei, auf Tautenbronner Gemarkung mit dem Kieswerk zwei. Landwirtschaftliche Betriebe sind rar, die beiden ursprünglich bäuerlich geprägten Teilorte wurden zu reinen Wohngemeinden.

### Bildung
Einen Kindergarten oder eine Grundschule gibt es nicht. Früher konnten die Kinder die Grundschule in Hippetsweiler besuchen, heute sind Aach-Linz, Pfullendorf oder Wald die Optionen.

## Persönlichkeiten
- Uwe Setzer, aus Gaisweiler, Deutschen Meister und Weltmeister der Kleinkanoniere[6][7][15]
- Monique Werner, aus Tautenbrunn, mehrfache deutsche Meisterin, Europa- und Weltmeisterin im Drachenfliegen[7][16][17][18]